# Berta Bobath
Berta Bobath, (5 de diciembre de 1907-20 de enero de 1991) fue una fisioterapeuta alemana que creó un método de rehabilitación y terapia conocido como el concepto Bobath en 1948. La Chartered Society of Physiotherapy cree que "es el enfoque más popular para tratar a pacientes con trastornos neurológicos en el mundo occidental".
Berta Ottilie Busse nació en Berlín, donde trabajó por primera vez con gimnastas. Su primer marido fue Kurt Roehl. Después del nacimiento de un hijo y un divorcio, abandonó Alemania en 1938. Se encontró con un psiquiatra checo llamado Karel Bobath a quien conocía en Berlín. Ambos eran refugiados judíos y se casaron en 1941 y su segundo esposo adoptó a su hijo.

## Literatura
- Horst-Peter Wolff: Bobath, Berta In: Horst-Peter Wolff (Hrsg.): Lexikon zur Pflegegeschichte. „Who was who in nursing history.“ Urban&Fischer, 2001, ISBN 3-437-26670-5, Band 2, S. 30–31
- Catharine M. C. Haines: Bobath, Berta Ottilie In: International women in science: a biographical dictionary to 1950., ABC-CLIO, 2001, ISBN 1-576-07090-5, S. 38–39